# الدورة 42 للجنة التراث العالمي
الدورة 42 للجنة التراث العالمي هي دورة سنوية للجنة التراث العالمي، نُظِمت في المنامة في مملكة البحرين في الفترة بين 24 يونيو و4 يوليو 2018. قامت اللجنة بإضافة 19 موقعًا جديدًا في قائمة التراث العالمي، منها 13 موقعًا ثقافيًا، 3 مواقع طبيعية، 3 مواقع مختلطة ثقافية وطبيعية، ووافقت اللجنة على امتداد موقع طبيعي. بذلك وصل عدد المواقع المدرجة في قائمة التراث العالمي في هذه الدورة إلى 1092 موقعًا موزعة في 167 بلدًا.

## المواقع المدرجة

### المواقع الثقافية
- أراضي أيسيفيسوت-نيبيسات الواقعة بين البحر والجليد والتي تستخدمها قبائل الإنويت للصيد (الدنمارك).
- كاتدرائية ناومبورغ (ألمانيا).
- مدينة قلهات التاريخية (سلطنة عمان).
- مجمع هيديبي ودانيفيرك الأثري الحدودي (ألمانيا).
- مجمع مدينة مومباي المبني على الطراز الفكتوري وأسلوب الزخرفة آرت ديكو (الهند).
- غوبيكلي تيبي (تركيا).
- مدينة إيفري الصناعية التي تعود للقرن العشرين (إيطاليا).
- واحة الأحساء (المملكة العربية السعودية).
- المنظر الساساني الأثري في منطقة فارس (جمهورية إيران الإسلامية).
- سانسا، أديرة بوذية جبلية في كوريا (جمهورية كوريا).
- منتزهات بحيرة تركانا الوطنية (كينيا).
- المواقع المسيحية المخفية في منطقة ناغاساكي (اليابان).
- مدينة الزهراء التي تعود لزمن الخلافة الإسلامية (إسبانيا).

### المواقع الطبيعية
- جبل فان جينغ شان (الصين).
- الموقع التكتوني الأعلى لسلسلة الجبال البركانية شين دي بوي – وادي فاي دو ليماين (فرنسا).
- جبال باربيرتون ماكونيا (جنوب أفريقيا).

### المواقع المختلطة
ويقد بها المواقع الثقافية والطبيعية في آن واحد.
- حديقة شيريبيكيت الوطنية لا مالوكا دو كاغوار (كولومبيا).
- غابة بيم ماتش شو وين آكي (كندا).
- وادي تهوكان سويكاتلان: موطن أصلي في أمريكا الوسطى (المكسيك).

### الامتداد
- وادي نهر بكن (الاتحاد الروسي).

## التعديلات
قررت اللجنة خلال هذه الدورة إدراج موقع منتزهات بحيرة تركانا الوطنية في كينيا في قائمة التراث العالمي المعرض للخطر. في حين سُحب موقع نظام محميات الحاجز المرجاني في بليز من قائمة التراث العالمي المعرض للخطر.
نظّم حدث جانبي على هامش اجتماع اللجنة، بحضور عدد كبير من الأطراف الفاعلة فيما يتعلق بمبادرة إعادة إحياء الموصل، التي بدأتها اليونسكو في شهر فبراير 2018 بغية إعادة إعمار ثاني أكبر مدن العراق وإنعاشها من جديد بعد الدمار الذي لحق بجزء كبير منها بين عام 2014 وعام 2017.